# Sonetti (Shakespeare)
I Sonetti (Shakespeare's Sonnets) è una collezione di 154 sonetti di William Shakespeare, che spaziano dai temi come lo scorrere del tempo, l'amore, alla bellezza, alla caducità e alla mortalità. I primi 126 sono indirizzati a un uomo, gli ultimi 28 a una donna. L'opera fu pubblicata da Thomas Thorpe in un in quarto nel 1609 col titolo stilizzato SHAKE-SPEARES SONNETS. Never Before Imprinted (sebbene quelli numero 138 e 144 fossero apparsi già nella miscellanea del 1599 The Passionate Pilgrim). Il quarto termina con un A Lover's Complaint, un poema narrativo. 
Il dibattito critico sulla paternità dell'autore è antico. Ai tempi non esisteva il diritto d'autore: chiunque poteva stampare opere senza il suo consenso, era sufficiente iscriversi all'apposito registro. Nonostante Shakespeare fosse ancora in vita, pare improbabile avesse dato la sua adesione alla pubblicazione. I motivi sono molteplici: non si menziona il suo nome nella dedica del frontespizio, l'ordine di successione dei sonetti è arbitrario e non lascia presumere una revisione dell'autore in vista della pubblicazione, alcune composizioni sono scadenti, imperfette e (le ultime due) di improbabile attribuzione a Shakespeare stesso, il quale avrebbe eliminato i componimenti dai risultati estetici meno felici. Il contenuto dei sonetti oltretutto, poteva apparire di carattere privato e non edificante, per molti.
Nel 1640 si ha notizia di una ristampa ad opera di John Benson che, oltre a sopprimere otto sonetti, alterarne l'ordine e dividerli in sezioni intitolate arbitrariamente, trasformò tutti i pronomi maschili in femminili, cosicché apparissero indirizzati ad una donna, invece che al Fair Youth.

## Datazione

### Stesura
Shakespeare scrisse i suoi sonetti probabilmente a partire dagli anni Novanta del Cinquecento, stagione della sonettistica elisabettiana, impegnadovisi soprattutto nel periodo di chiusura dei teatri di Londra, causata da una pestilenza, tra 1592 e 1593.
Malgrado l'impossibilità di risalire ad una datazione attendibile, la più precisa cronologia della composizione dei sonetti che la critica propone è la seguente:
- 1591-1595: Sonnets 127-154
- 1594-1595: Sonnets 61-103
- 1595-1596: Sonnets 1-60
- 1598-1604: Sonnets 104-126

Vi sono alcune analogie stilistiche che indurrebbero a far coincidere la stesura di alcuni (se non di tutti) i sonetti con quella delle prime commedie e dei poemetti.
Innanzitutto nel Venere e Adone è presente il tema dell'increase, che, come si è detto, è dominante nei primi 17 sonetti. Per questo motivo alcuni critici propendono per designare il 1593 come data di inizio della composizione. Nel sonetto 104 si fa riferimento al fatto che l'amicizia tra Shakespeare ed il fair youth duri da tre anni, perciò i primi 104 sonetti sarebbero stati composti tra il 1593 ed il 1596.
Questa supposizione è avvalorata da evidenti analogie che esistono tra alcuni sonetti e una delle prime tragedie scritte da Shakespeare: Romeo e Giulietta.
- Il sonetto 104 così riporta:

"..Three winters cold/ Have from the forests shook three summers' pride..
..Since first I saw you fresh, which yet are green.."
Ed in Romeo e Giulietta,(I, ii, v.10) il vecchio Capuleti, usa la stessa metafora per convincere Paride ad attendere:
"Let two more summers wither in their pride."
- Nel verso iniziale del sonetto 33:

" Full many glorious morning have I seen ",
si rileva un parallelismo con un altro punto della tragedia, dove Montecchi descrive la malinconia del figlio Romeo:
"Many a morning hath he there been seen/ With tears augmenting the fresh morning's dew."
- Sempre nel sonetto 33 vi è un'analogia tra i versi della seconda quartina

" Anon permit the basest clouds to ride, / With ugly rack on his celestial face,
And from the forlorn world his visage hide/ Stealing unseen to west with this disgrace."
e le parole del Montecchi che descrivono con una metafora la fuga verso l'ombra:
"But all so soon as the all-cheering sun/ Should in the farthest east being to draw/ The shady courtains from Aurora's bed,/ Away from light steals home my heavy son,/ And private in his chamber pens himself,/ Shut up his windows, locks fair daylight out, / And makes himself an artificial night."

### Pubblicazione
La prima testimonianza certa di pubblicazione è del 1599, quando esce la raccolta poetica The Passionate Pilgrim, nella quale è contenuta una prima edizione di Sonnet 138 e 144.
Nello Stationers' Register, che in età elisabettiana raccoglieva e catalogava le opere in corso di pubblicazione, risulta in data 3 gennaio 1600 un libretto intitolato Amours by J. D. with certen other by W. S. ("Amori" di J.D. con alcuni sonetti di W.S.): potrebbe questa essere una prima pubblicazione dei sonetti shakespeariani, ma poiché il libro non ci è pervenuto non si può comprovare questa ipotesi con certezza.
Prima del 20 maggio 1609, data di pubblicazione certa del corpus dei sonetti secondo lo Stationers' Register, probabilmente questi circolavano già tra gli amici del drammaturgo, come testimonia una nota di Francis Meres nel suo Palladis Tamia del 1598, nonostante l'edizione di Thomas Thorpe specifichi che questi erano inediti.

## Struttura
I Sonnets di Shakespeare sono una raccolta poetica di 154 sonetti aventi tutti lo stesso schema metrico: 14 pentametri giambici disposti in tre quartine in rima alternata più un distico conclusivo in rima baciata; tale era la modalità sonettistica inglese, che si discostava da quella italiana, dove il sonetto si componeva di due quartine e due terzine.
Da questa struttura si diversificano tre composizioni: il sonetto 99 presenta un verso in sovrannumero, il sonetto 126 ha due versi in meno ed il 145 è composto da ottonari invece che decasillabi.
Dopo una dedica iniziale i testi sono stati divisi in due blocchi dalla critica: da 1 a 126 i sonetti dedicati al fair youth, figura maschile connotata da bellezza positiva ma anche da un grande narcisismo; tale sequenza è divisibile a sua volta a seconda dei temi trattati: l'increase, l'invito alla procreazione e al matrimonio (primi 17 sonetti), la promessa del poeta di donare al fair youth l'immortalità attraverso le proprie rime, vi sono poi sonetti meno celebrativi (i cui temi svariano dall'affetto reciproco, alla dichiarazione della propria indegnità, dal presentimento della morte, all'amarezza dovuta ad una temporanea separazione) ed un ultimo blocco "del poeta rivale", dove il fair youth viene rimproverato per aver concesso il suo favore ad un altro poeta, ispirandone i versi. L'argomento principale, ma non unico, dei sonetti successivi (da 127 a 154) è la cosiddetta dark lady, figura femminile oscura e opposta a quella del giovane, a cui il poeta si rivolge con intenti tutt'altro che celebrativi, almeno finché non ci si imbatte nelle ultime due righe del sonetto 130, le quali contrastano il quadro generale con cui era stata dipinta la donna. Contrariamente al fair youth alla dama bruna il poeta riserva accenti sia di scherzoso dileggio che di aperta misoginia.

## Contenuti
Dedica a "Mr.W.H."
L'unica edizione dei sonetti pubblicata quando Shakespeare era ancora in vita è l'in quarto del 1609 stampato da Thomas Thorpe. L'edizione riporta quella che è stata definita "la dedica più enigmatica di tutta la letteratura inglese":

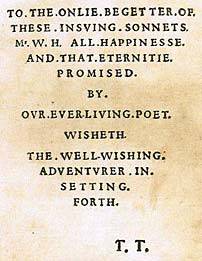
La dedica

Secondo una recentissima ricerca del 2016 (Codice Shakespeare di Elvira Siringo)  la dedica potrebbe essere un semplice codice matematico di parole e lettere attraverso le quali è possibile ricostruire un ulteriore sonetto nascosto nella raccolta, che si configurerebbe come una grandiosa "Corona di Sonetti" (tecnica compositiva in uso nel Rinascimento per dimostrare virtuosismo poetico). La dedica infatti richiama la struttura del Sonetto elisabettiano in quanto è disposta su dodici linee più una coppia finale (T.T.).
I 154 sonetti non furono di numero casuale, ma anch'esso riconduce all'unitarietà: essendo il prodotto di 11 per 14 è la rappresentazione metaforica dell'unico sonetto perfetto, composto di undici sillabe per quattordici versi. Sembra suggerire la presenza di un unico sonetto nascosto i cui versi si desumono con matematica precisione dalle righe della dedica fino a comporre un sonetto di senso compiuto e intrigante.

Se tutto questo dovesse essere solo una coincidenza sarebbe davvero sbalorditivo, infatti il 155° sonetto confezionato dal curatore anonimo che li diede in stampa all'editore esprime un significato molto personale, tale che Shakespeare nel vedere la pubblicazione non disse nulla ma probabilmente decodificò il messaggio, infatti in risposta decise di lasciare Londra e ritornò a vivere a Stratford. (Per ulteriori dettagli: CODICE SHAKESPEARE, di Elvira Siringo. )
THESE.INSUING.SONNETS.

Mr.W.H. ALL.HAPPINESSE.

AND.THAT.ETERNITIE.

PROMISED.

BY.

OVR.EVER-LIVING.POET.

WISHETH.

THE.WELL-WISHING.

ADVENTVRER.IN.

SETTING.

FORTH.

- T.T.»
(traduzione: All'unico ispiratore di / questi seguenti sonetti/Mr.W.H. ogni felicità/e quella eternità/promessa/dal/nostro immortale poeta/augura/colui che con buon augurio/si avventura nel/ pubblicare.)
La reale identità di "Mr.W.H." non è mai stata chiarita, e ha generato un gran numero di speculazioni. Sebbene secondo alcuni il fantomatico begetter sia stato semplicemente il "procacciatore" della copia fraudolenta, gran parte della critica ritiene che si tratti invece dell'"ispiratore", il fair friend ("bell'amico" o "biondo amico") a cui sono dedicati i primi 126 sonetti.
Ciò di cui ci si dimentica è che NON fu Shakespeare ad apporre la dedica ma un misterioso curatore. Se aggiungiamo che il significato della parola Begetter è Padre, e sul frontespizio è indicato a chiare lettere SHAKE-SPEARE SONNETS potrebbe ipotizzarsi che l'anonimo li avesse dedicati proprio a lui: Master Will, come era comunemente chiamato. La lettera H non si configurerebbe come iniziale del cognome (che era forse superfluo!) ma potrebbe indicare la parola Honor. Nel Rinascimento vi fu una disputa e la richiesta di abolire la lettera H, ma autorevoli letterati si schierarono in suo favore dicendo che essa simboleggia l'Honor - Onore dell'uomo. (Chi toglie l'H all'uomo non ne conosce l'Honore- ebbe a dire Ludovico Ariosto). Dunque Mr.W.H. potrebbe essere Master Will con H, ovvero Uomo d'onore.
La dedica prosegue ricordando il mantenimento di una promessa solenne, pronunciata ad un ever- living, (cioè un uomo "sempre-vivo" ossia defunto), dunque il riferimento all'onore potrebbe essere plausibile. La nuova traduzione potrebbe allora essere: All'unico Padre di questi seguenti sonetti. Master Will uomo d'onore tutta la felicità e quella eternità promise, dal nostro immortale (defunto) poeta desiderata. Il benaugurante che si impegna in questa impresa nel pubblicare, Thomas Thorpe.
Il riferimento ad una promessa da mantenere potrebbe spiegare l'unica reazione nota di Shakespeare, il quale vedendo la raccolta in stampa non commentò nulla ma decise di lasciare Londra e tornare a vivere definitivamente a Stratford. Non abbiamo molte notizie successive, è certo che compose il suo capolavoro La Tempesta, opera d'apertura della prima pubblicazione completa delle sue opere che avvenne solo sette anni dopo la sua morte. L'enigmatica promessa potrebbe riguardare proprio l'impegno di riordinare le opere. Probabilmente in questi anni riordinò e affidò alla famiglia la grande mole di materiale, drammi storici, commedie e tragedie, tutti testi che servirono poi per preparare la pubblicazione definitiva.
Innumerevoli sono le persone accostate a queste iniziali, i candidati più probabili sono stati individuati nel conte di Southampton Henry Wriothesly e in William Herbert, ma sono ipotesi fragili in quanto sarebbe stato offensivo rivolgersi a uomini nobili usando l'appellativo di Mr. cioè Master, gentiluomo.

### Sonetti

#### Sonnets 1-126
I sonetti da 1 a 126 sono convenzionalmente il gruppo più ampio di sonetti, avente come oggetto l'amore per un giovane di sesso maschile, il fair youth.
I primi 17 sonetti costituiscono un sottoinsieme, il quale, malgrado il Sonnet 15 anticipi il tema della poesia come fonte di eternità, sono tradizionalmente detti matrimoniali, in quanto imperniati sul tema della procreazione. Storicamente la critica ha individuato il destinatario di questi sonetti in Henry Wriothesly, terzo Conte di Southampton o in William Herbert, III conte di Pembroke.
I seguenti 109 sonetti relativi al fair youth sono aperti dal Sonnet 18, uno dei più celebri, nel quale l'io lirico non incita più il giovane a riprodursi, ma gli propone la funzione eternante della poesia a lui dedicata.

#### Sonnets 127-154
Nei sonetti che hanno al centro il character della dark lady, il poeta prende spunto da questa figura per spaziare su diversi temi, come l'amicizia o la letteratura.
Un esempio di questo tipo di tema è il Sonnet 130 (My Mistress' eyes are nothing like the Sun), nel quale l'autore sembra sviluppare una diretta polemica contro i poeti del genere petrarchesco (buona parte dei suoi contemporanei), i quali amano una donna non reale, della quale con falsi paragoni vengono esagerati gli aspetti positivi; contrariamente l'amore dell'io lirico di quest'ultima parte dei Sonnets è una donna nera di cui sono esagerati gli aspetti negativi.

## Personaggi

### Fair youth

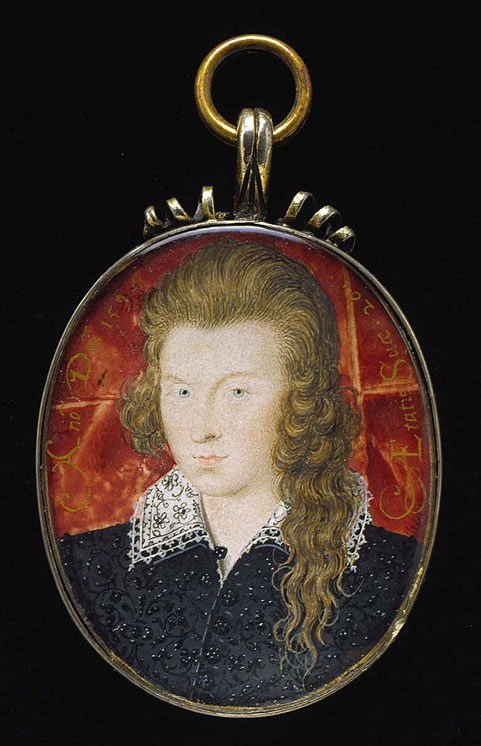
Ritratto di Henry Wriothesly, terzo Conte di Southampton

Il fair youth è il principale personaggio della raccolta di sonetti, oggetto di un amore "ispirato e profondo", la cui qualità indecifrabile si situa tra sessuale, platonico e filiale.
Il personaggio ha dei connotati vaghi: i sonetti rivelano che è bello/biondo (fair) e giovane (youth), ma non approfondiscono mai una caratterizzazione esteriore precisa. Il Sonnet 20 ce lo mostra, al secondo verso, come master mistress of my passion, ossia come un "padrone-padrona della passione amorosa" dell'io: così il fair youth acquista un'immagine di grande femminilità, una sorta di androgino, oggetto del desiderio di entrambi i sessi (Which steals men's eyes and women's souls amazeth dice l'ottavo verso del medesimo sonetto).
Il dibattito sull'identificazione di questa figura enigmatica e misteriosa è apertissimo, arrivando a interessare quello sulla sessualità del poeta: infatti alcuni critici lo identificano con il terzo Conte di Southampton, protettore e amico di Shakespeare, ritenuto anche suo possibile amante. Oscar Wilde, grande amante dei Sonnets,  congettura in The Portrait of Mr. W. H. l'esistenza, come dedicatario, di un giovane attore di nome Willie Hughes, evincendola da dei giochi linguistici con le parole Will e Hues, presenti in molti testi tra i quali il citato Sonnet 20 o nei Sonnet 135 e 136.

### Dark lady
Il secondo character è la dark lady: una donna scura di capelli e di pelle, di cui l'io si mostra innamorato nei sonetti successivi al 127. Ella è incarnazione di un amore spesso crudele e infedele, è fascinosa figura del male, descritta come my female evil ("la mia diavolessa", letteralmente "la mia donna malvagia" v. 5 del Sonnet 144).
I suoi connotati di oscurità, impattando con il canone vigente di bellezza/biondezza (fair), ne fanno l'opposto del fair youth, ma anche una ennesima rottura delle convenzioni cortesi all'interno dei Sonnets.
Recentemente sono stati scoperti alcuni documenti, i quali attesterebbero che la figura della Dark lady sia stata ispirata dalla tenutaria di un bordello londinese, frequentato da Shakespeare.

### Rival poet
Il poeta è il terzo character della raccolta, quello meno rappresentato quantitativamente; i sonetti a lui dedicati sono compresi tra il 78 e l'86.
L'identità di questo personaggio è misteriosa e difficilmente ricostruibile dagli indizi contenuti nei testi; tuttavia, la critica ha ipotizzato alcuni probabili nomi di noti contemporanei: Christopher Marlowe, Richard Barnfield, Walter Raleigh e George Chapman.

## Edizioni italiane
- I Sonetti di Shakespeare, traduzione di Angelo Olivieri, Palermo, Libreria Internazionale L. Pedone-Lauriel di Carlo Clausen, 1890. (versione in prosa)
- I 154 Sonetti di Guglielmo Shakespeare tradotti in sonetti italiani, traduzione di Ettore Sanfelice (1897), Velletri, Tip. Editrice, 1898. (prima versione in versi) - Mantova, Gianlugi Arcari Editore, 2008.
- Sonetti, Introduzione, trad. e note di Lucifero Darchini, Biblioteca Universale n.391, Milano, Sonzogno, 1908. (versione in prosa) - A cura di Gabriele Baldini, Milano, Feltrinelli, aprile 1965-2024.
- Sonetti, scelti e recati in sonetti italiani, da Piero Padulli, Lecco, Editore Ettore Bartolozzi, 1924.
- I Sonetti, traduzione di Piero Rebora, Firenze, Sansoni, 1941.
- in  Benvenuto Cellini, Vita e arte nei Sonetti di Shakespeare, col testo dei sonetti riordinati e commentati, Roma, Studium Urbis, 1943. - in W. Shakespeare, Sonnets, scelta, introduzione e note di B. Cellini, Milano, Mursia, 1960.
- 40 sonetti di Shakespeare, trad di Giuseppe Ungaretti, 1943-1945; Vita d'un uomo, vol. IV, Collana Lo Specchio, Milano, Mondadori, 1946 (svariati errori); II ed. riveduta, Mondadori, 1948; III ed., 1956: IV. ed., 1966; Collana Oscar mensili n.19, Mondadori, 1967; Collana Oscar Poesia del Novecento n.8, Mondadori, 1998; a cura di Carlo Ossola, Collana Scrittori tradotti da scrittori n.79, Torino, Einaudi, 1999; in Vita d'un uomo. Traduzioni poetiche, a cura di C. Ossola, Collana I Meridiani, Mondadori, 2010; Collana Assonanze, Milano, SE, 2014.
- Sonnets, traduzione di Francesco Politi, Torino, Chiantore, 1951.
- Sonetti, Introduzione, trad. e note di Alberto Rossi, Torino, Einaudi, 1952. [77 sonetti, la metà dei totali]
- Drammi storici inglesi, poemetti, sonetti e poesie varie, in  Opere complete. Vol. II [di 3], nuovamente tradotte e annotate da Gabriele Baldini, Milano, Rizzoli, 1963. [versione in prosa]
- Sonetti, in  Lirica Elisabettiana, traduzione di Augusto Guidi, Napoli, Edizioni Scientifiche Italiane, 1960.
- Sonetti, traduzione di Alessandro de Stefani, Milano, Lerici, 1964.
- Shakespeare's Sonnets, Edizione integrale, Introduzione, trad. e commento di Giorgio Melchiori, Biblioteca italiana di testi inglesi n.8, Bari, Adriatica Editrice, 1964. - [II ed. riveduta, Adriatica, 1971]; in W. Shakespeare, Tutte le opere, a cura di Mario Praz, Firenze, Sansoni, 1964; Milano, Club Italiano dei Lettori, 1978.
- Sonetti. Tutti i sonetti nelle versioni di Alberto Rossi e Giorgio Melchiori. Testo inglese a fronte. Saggio introduttivo di A. Rossi e commento di G. Melchiori, Collana NUE n.56, Torino, Einaudi, 1965. [ai 77 sonetti tradotti da Rossi si aggiungono i 77 resi da Melchiori] - ed. aggiornata, Einaudi, 1989-1993; Milano, Club degli Editori, 1989-1993.
- Sonetti, traduzione di Maria Antonietta Marelli, prova di stampa, 1980. - I Sonetti, Introduzione e cura di Nemi D'Agostino, Presentazione di Romana Rutelli, Collana I Grandi Libri, Milano, Garzanti, marzo 1986; Prefazione di Diego Fabbri, Premessa di Umberto Verdirosi, Roma, Edizioni La Recita, 1996.
- I sonetti, a cura di Rina Sara Virgillito, Roma, Newton Compton, 1988. [versione poetica in endecasillabi]
- Sonetti, traduzione di Ettore Perrella, Elitropia Editore, 1988.
- Sonetti, traduzione di Giovanni Cecchin, Treviso, Canova, 1990. - Introduzione di Anna Luisa Zazo, Collana Oscar Classici n.265, Milano, Mondadori, 1993.
- Sonetti, traduzione di Alessandro Serpieri, Collezione Classici Rizzoli, Milano, Rizzoli, settembre 1991, ISBN 978-88-171-8710-7. - nuova ed. riveduta e aggiornata, Collana BUR Classici n.1070, Milano, Rizzoli, settembre 1995, ISBN 978-88-171-7070-3.
- Sonnets - Sonetti, traduzione di Egidia d'Errico Fossi, Introduzione di Daniela Zizzari, Collana Letture della Civiltà letteraria, Milano, Mursia, 1993, ISBN 978-88-425-1460-2.
- I Sonetti, traduzione di Vittorio Viviani, Collana I Classici Classici n.11, Milano, Frassinelli, 1995, ISBN 978-88-768-4343-3. - Napoli, Guida, 2020, ISBN 978-88-686-6575-3.
- Sonetti, trad. e cura di Elio Chinol, Roma-Bari, Laterza, 1996.
- I sonetti, a cura di Tullio Pisanti, Collezione Diamanti, Roma, Salerno Editrice, 1996, 2007, ISBN 978-88-840-2570-8.
- Sonetti, traduzione di Roberto Piumini, Collana Tascabili poesia, Milano, Bompiani, 1999, ISBN 978-88-452-4270-0.
- Sonetti, traduzione di Lorenza Franco, con due scritti di Franco Monteforte, prefazione di Michael Leone, Collana Labirinti n.19, Milano, La Vita Felice, 2000, ISBN 978-88-779-9084-6.
- in  L'opera poetica, traduzione di Roberto Sanesi, Collana Oscar Grandi Classici n.83, Milano, Mondadori, 2000, ISBN 88-04-48145-5.
- Tutti i sonetti, traduzione di Raffaello Utzeri, Roma, Edilazio, 2009, ISBN 978-88-965-1704-8.
- Sonetti, trad. e lettura di Pino Colizzi, Roma, Società Editrice Dante Alighieri, 2012, ISBN 978-88-534-3736-5.
- Sonetti, traduzione di Carlo Maria Monti di Adria, Prefazione di Maria Rita Polato, Collana Poesia, Padova, CLEUP, 2013, ISBN 978-88-678-7074-5.
- Sonetti, trad. di Massimiliano Palmese, in:  Tutte le opere. Testo inglese a fronte. Vol. 4: Tragicommedie, drammi romanzeschi, sonetti, poemi, poesie occasionali, a cura di J. Jowett J., W. Montgomery e G. Taylor; edizione italiana diretta da Franco Marenco, Collezione Classici della letterature europea, Milano-Firenze, Bompiani, 2019, ISBN 978-88-452-9922-3. - Introduzione di Edoardo Zuccato, Collana Gli Alianti, Milano, Marcos y Marcos, 2025, ISBN 978-88-929-4199-1.
- I sonetti, traduzione di e cura di Lucia Folena, testo a fronte, Collana NUE, Torino, Einaudi, 2021, ISBN 978-88-062-4957-1. - Collana ET Classici, Einaudi, 2024, ISBN 978-88-062-6279-2.
- Ottantadue sonetti, traduzione di Eufemio Andreasi, illustrazioni di Henry Ospovat, Biblioteca del vascello, Roma, Robin, 2023, ISBN 979-12-546-7050-7.
- Tutti i sonetti, traduzione di Silvia Bigliazzi, a cura di Paul Edmondson e Stanley Wells (Oxford University Press, 2004), Collana Lingue e letterature n.411, Roma, Carocci, 2023, ISBN 978-88-290-2197-0.
- Come allodola in volo, traduzione di Francesca Cosi e Alessandra Repossi, Collana  Oblò, Milano, Ancora, 2024, ISBN 978-88-514-2830-3. [raccolta di 33 sonetti]
- I Sonetti di Shakespeare, versione e note di Sergio Perosa, Collezione Firmamenti, Venezia, Marsilio, 2024, ISBN 978-88-297-8943-6.